# آردلاپالو
آردلاپالو (به لاتین: Aardlapalu) یک روستا در استونی است که در دهستان هاسلاوا واقع شده‌است.